# Střílky
Střílky település Csehországban, Kroměříži járásban. Střílky Chvalnov-Lísky, Koryčany, Stupava, Zástřizly és Kožušice településekkel határos. Lakosainak száma 620 fő (2024. január 1.).

## Népesség
A település lakosságának változását az alábbi diagram mutatja:
| Lakosok száma | 1110 | 1191 | 1150 | 926  | 771  | 687  | 645  | 618  | 595  | 620  |
|               | 1869 | 1900 | 1921 | 1961 | 1980 | 2011 | 2016 | 2019 | 2021 | 2024 |